# خيط متوسط

شكل الخيوط المتوسطة، الشكل الأعلى لجزيئ أحادي ويليه الجزيئ الثنائي وفي الأسفل الجزيئ الرباعي

الخيوط المتوسطة، هي متراكبات بروتينية تتشكل عل شكل خيوط بروتينية وتوجد في سيتوبلازم الخلية وتعد من المكونات الرئيسية الثلاثة المشكلة لهيكل الخلية الحية، ولديها القدرة على منح الخلية الثبات الشكلي، وتمتد أيضاً بين خلايا النسيج الحيوي الواحد مما يمنح النسيج الثبات الكلي.